# Coelorinchus parallelus
Coelorinchus parallelus és una espècie de peix de la família dels macrúrids i de l'ordre dels gadiformes.

## Morfologia
- Els mascles poden assolir 48 cm de llargària total.[5][6]

## Hàbitat
És un peix d'aigües profundes que viu entre 630-990 m de fondària.

## Distribució geogràfica
Es troba al sud del Japó, el mar de la Xina Oriental i les Filipines.